# Jamal Maarouf
Jamal Maarouf (en arabe : جمال معروف), dit Abou Khalid (en arabe : أبو خالد), né vers 1975, est un chef rebelle de la guerre civile syrienne.

## Biographie
Avant le début de la guerre civile syrienne, Jamal Maarouf est ouvrier dans la construction. Polygame, il est marié à trois femmes et a 13 enfants,. Selon Benjamin Barthe, reporter pour Le Monde : « Quoique emprunt du conservatisme de rigueur dans les campagnes syriennes, l’homme n’est ni salafiste ni Frère musulman ». Pour l'activiste syrien Ammar Abdulhamid, auteur d'un article pour Foreign Policy, Jamal Maarouf « défend des valeurs traditionnelles, un mélange d'islam et de mœurs rurales plutôt qu'une idéologie politique. Il ne préconise pas la création d'un État islamique, se méfie des groupes salafistes et déteste les Frères musulmans. Sur le plan opérationnel, cependant, il collabore avec tous. C'est cette tendance pragmatique qui domine chez la plupart des chefs rebelles ».
Au début du conflit, Jamal Maarouf prend les armes dans le gouvernorat d'Idleb et en mars 2012, il est à la tête des Brigades des martyrs de Syrie, un groupe de l'Armée syrienne libre basé dans le Jabal al-Zawiya, une région montagneuse au sud d'Idleb. Fin 2013, il prend également le commandement d'une coalition de groupes rebelles : le Front révolutionnaire syrien (FRS), dont les Brigades des martyrs de Syrie sont la faction dominante,.
Jamal Maarouf fait cependant l'objet d'accusations de corruption, d'abus et d'exactions,,,. Selon Benjamin Barthe : « Son aura de guerrier a été peu à peu ternie, cependant, par des accusations de corruption. On lui reproche de détourner à son profit les fonds que lui envoient ses bailleurs saoudiens ». 
En janvier 2014, Jamal Maarouf participe activement à la tête de son groupe à l'offensive menée par les rebelles contre l'État islamique en Irak et au Levant qui est chassé du gouvernorat d'Idleb. Mais peu après, des tensions opposent le Front révolutionnaire syrien et le Front al-Nosra en raison de leur rivalité pour le contrôle de la contrebande de pétrole avec la Turquie et à cause du soutien apporté par les États-Unis au FRS. En septembre 2014, le Front al-Nosra commence à subir des bombardements des Américains, qui livrent également des lance-missiles BGM-71 TOW aux FRS ; les djihadistes décident alors de passer à l'attaque. Début novembre 2014, les combats éclatent et tournent à l'avantage du Front al-Nosra qui s'empare de la région du Jabal al-Zawiya et de Deir Sounboul, le quartier-général souterrain de Jamal Maarouf,,. Au cours des combats, des militants publient une vidéo dans laquelle Jamal Maarouf s'adresse par talkie-walkie à Abou Mohammed al-Joulani, le chef du Front al-Nosra : « Tu as terni le nom de l'islam, tu as terni la religion. Pourquoi tu nous attaques? Tu n'es rien, tu es identique à Baghdadi, espèce de salaud ». Le Front al-Nosra réplique en accusant Maarouf de « corruption » et de « s'éloigner de la révolution ».
Après la déroute de ses troupes Jamal Maarouf trouve refuge en Turquie, imité par un grand nombre de ses combattants, tandis que d'autres rejoignent les rangs du Front al-Nosra,. Les troupes du Front révolutionnaire syrien sont évincées du nord de la Syrie et ne sont plus actives que dans le gouvernorat de Deraa, au sein du Front du Sud. Le gouvernement turc fournit un logement à Jamal Maarouf. En janvier 2016, il déclare dans une interview pour le journal Le Monde : « Je suis un fils de la révolution et je ne l’ai pas abandonnée. Même si je suis loin du terrain, mon esprit est toujours là-bas » ; il affirme cependant ne pouvoir regagner la Syrie : « J’y ai trop d’ennemis. Aujourd’hui, en Syrie, on ne sait plus qui est avec qui. La contre-révolution menée par l’EI et Nosra a brouillé les cartes. L’Armée syrienne libre est trop faible. J’ai besoin de davantage de soutien avant de retourner sur le terrain ».